# Urostachys mettenii
Urostachys mettenii là một loài thực vật có mạch trong Họ Thạch tùng. Loài này được (Hieron.) Herter ex Nessel miêu tả khoa học đầu tiên năm 1939.